# حدس بزنید چه کسی (فیلم)
حدس بزنید چه کسی (به انگلیسی: Guess Who) فیلمی محصول سال ۲۰۰۵ و به کارگردانی کوین رابرت سالیوان است. در این فیلم بازیگرانی همچون برنی مک، اشتون کوچر، زوئی سالدانا، هال ویلیامز، شری شپرد، رابرت کورتیز براون، نیکول سالیوان، جسیکا کافیل، نیسی نش و ریچارد لاسون ایفای نقش کرده‌اند.

## خلاصه
«مک» پدر سخت‌گیری است و خیلی حرفها در مورد دخترش که به تازگی می‌خواهد با یک پسر سفیدپوست ازدواج کند دارد که بزند…